# Yuhki
Yuhki (Tóquio, 17 de Março de 1970) é um teclista, vocalista e compositor japonês.
Interessou-se pelo hard rock e pelo rock progressivo, ainda adolescente. E começou, desde então, a tocar como teclista em bandas.
Atualmente é teclista da banda de metal neoclássico Galneryus e também Alhambra, Ark Storm, Katsu Ohta e Yuhkinen.

## Discografia

### Alhambra
- (2005) A Far Cry to You
- (2007) Fadista
- (2008) From Impressive Memory -Die Walkure- (DVD)
- (2010) Solitude

### Ark Storm
- (2002) No Boundaries
- (2003) Beginning of the New Legend
- (2004) The Everlasting Wheel

### Galneryus
- (2002) Black Diamond (Single)
- (2003) United Flag (Demo)
- (2003) The Flag of Punishment
- (2005) Advance to the Fall
- (2006) Beyond the End of Despair...
- (2006) Live for Rebirth (DVD)
- (2007) Everlasting (Single)
- (2007) One for All - All for One
- (2008) Alsatia / Cause Disarray (Single)
- (2008) Live for One - Live for All (DVD)
- (2008) Shining Moments (Single)
- (2008) Reincarnation
- (2010) Voices from the Past Ⅲ (EP)
- (2010) Resurrection
- (2010) Live in the Moment of the Resurrection (DVD)
- (2011) Future Never Dies (EP)
- (2011) Phoenix Rising
- (2012) 絆 - Fist of the Blue Sky (EP)
- (2012) Phoenix Living in the Rising Sun (DVD)
- (2012) Hunting for Your Dream (Single)
- (2012) Angel of Salvation
- (2013) The IronHearted Flag, Vol. 1: Regeneration Side
- (2013) The IronHearted Flag, Vol. 2: Reformation Side

### Yuhkinen
- (2011) Far Beyond the Seven Seas

### Prophesia
- (2005) Prophesia (Single)
- (2007) Eye of the Storm